# ミュージック・フォー・ザ・マスィズ
『ミュージック・フォー・ザ・マスィズ』 (Music for the Masses)はイギリスの音楽グループ、デペッシュ・モードの6枚目のスタジオ・アルバム。1987年9月28日発売。

## 制作
これまで全てのアルバムの制作に携わってきたダニエル・ミラーが、前作『ブラック・セレブレーション』での製作過程において生じたメンバー間の緊張状態から距離を置くため、初めてバンドのアルバムプロデュース業から離れ、ティアーズ・フォー・フィアーズやピーター・ゲイブリエルの作品のレコーディング・エンジニアとして知られるデヴィッド・バスコムが共同プロデューサーに就き、ダニエル・ミラーはプロデュースの補助や助言を行った。
アルバムのレコーディング作業は1987年の2月から7月まで、パリのStudio Guillaume TellとロンドンのKonk Studioで行われた。

## 概要
本作から初めてデジタル録音が採用された。オーケストレーションを効果的に用いたシンセサイザーや、ピアノやドラムなどの生楽器を前面に押し出し、前作の暗さとは打って変わって壮大でシアトリカルな音響効果を手に入れた。その結果ビルボードで最高35位を記録するなど、それ以降のバンドのアメリカでの成功への契機となった作品である。

## 収録曲
全曲マーティン・ゴアによる作詞作曲
1. ネヴァー・レット・ミー・ダウン・アゲイン / Never Let Me Down Again - 4:47
2. ザ・シングス・ユー・セッド / The Things You Said - 4:02
3. ストレンジラヴ / Strangelove - 4:56
4. セイクレッド / Sacred - 4:47
5. リトル15 / Little 15 - 4:18
6. ビハインド・ザ・ホイール / Behind the Wheel - 5:18
7. アイ・ウォント・ユー・ナウ / I Want You Now - 3:44
8. トゥ・ハヴ・アンド・トゥ・ホールド / To Have and to Hold - 2:51
9. ナッシング / Nothing - 4:18
10. Pimpf - 3:56
11. Mission Impossible (Interlude) - 0:37 ※隠しトラック

### CD及びカセットボーナストラック
1. Agent Orange - 5:05
2. Never Let Me Down Again (Aggro Mix) - 4:55
3. To Have and to Hold (Spanish Taster) - 2:34
4. Pleasure, Little Treasure (Glitter Mix) - 5:36[2]

## 参加ミュージシャン
- デイヴ・ガーン - リードボーカル、サンプラー
- マーティン・ゴア - キーボード、ギター、アコーディオン (#7)、コーラス、リードボーカル (#2, #7)、プログラミング
- アンディ・フレッチャー - サンプラー、コーラス
- アラン・ワイルダー - キーボード、サンプラー、ピアノ (#4)、プログラミング、コーラス